# Crash! Boom! Bang!
Crash! Boom! Bang! — пятый студийный альбом шведской поп-рок-группы Roxette, вышедший 9 апреля 1994 года. Пер Гессле утверждает, что название взято из текста песни Элвиса Пресли «Jailhouse Rock». Это на самом деле не так (хотя текст песни действительно содержит слова «Crash, Boom, Bang»), потому что Пер вспомнил о песне Элвиса, когда название альбома уже было придумано. Он тогда подумал, что будет здорово упомянуть про Элвиса в разных интервью.

## Об альбоме
Диск записывался на EMI Studios в Стокгольме, Mayfair Studios в Лондоне, Capri Digital Studios на острове Капри и в Tits & Ass Studio в Хальмстаде в период с февраля 1993 по январь 1994 года.
В Европе было выпущено 5 синглов с этого альбома и все они включали ранее неиздававшиеся версии некоторых песен Roxette, которые больше нигде нельзя найти.
Перед выходом альбома в Северной Америке, его сокращённая, 10-трековая, версия распространялась через сеть ресторанов McDonald’s в течение ограниченного периода времени под названием Favourites from Crash! Boom! Bang!. Это специальное издание альбома продавалось в США и Канаде (всего продано более 1 миллиона копий), и поэтому основной альбом не был столь успешным в этих странах.
В японском издании в качестве бонус-трека была добавлена песня «Almost Unreal».
В марте 2023 года Пер Гессле заявил, что планирует перевыпустить альбом в подарочной коробке, посвящённой 30-летию оригинального релиза, который состоится в 2024 году.

## Список композиций
Все тексты написаны Пер Гессле, вся музыка написана Гессле, кроме «Lies», написанной Гессле и Матсом МП Перссоном, а также «Go to Sleep» и «See Me», которые были написаны Мари Фредрикссон.
| №                   | Название                                | Длительность |
| ------------------- | --------------------------------------- | ------------ |
| 1.                  | «Harleys & Indians (Riders in the Sky)» | 3:45         |
| 2.                  | «Crash! Boom! Bang!»                    | 5:02         |
| 3.                  | «Fireworks»                             | 3:58         |
| 4.                  | «Run to You»                            | 3:39         |
| 5.                  | «Sleeping in My Car»                    | 3:47         |
| 6.                  | «Vulnerable»                            | 5:03         |
| 7.                  | «The First Girl on the Moon»            | 3:11         |
| 8.                  | «Place Your Love»                       | 3:09         |
| 9.                  | «I Love the Sound of Crashing Guitars»  | 4:49         |
| 10.                 | «What’s She Like?»                      | 4:16         |
| 11.                 | «Do You Wanna Go the Whole Way?»        | 4:11         |
| 12.                 | «Lies»                                  | 3:41         |
| 13.                 | «I’m Sorry»                             | 3:10         |
| 14.                 | «Love Is All (Shine Your Light on Me)»  | 6:41         |
| 15.                 | «Go to Sleep»                           | 3:58         |
| Общая длительность: | Общая длительность:                     | 62:06        |

| №  | Название             | Длительность |
| -- | -------------------- | ------------ |
| 1. | «It’s Almost Unreal» | 3:57         |

Дополнительный диск Favorites From Crash! Boom! Bang! был выпущен 2 сентября 1994 года только в США и Канаде и распространялся компанией CEMA Special Markets.
| №                   | Название                                | Длительность |
| ------------------- | --------------------------------------- | ------------ |
| 1.                  | «Harleys & Indians (Riders in the Sky)» | 3:34         |
| 2.                  | «Run to You»                            | 3:39         |
| 3.                  | «Crash! Boom! Bang!»                    | 5:02         |
| 4.                  | «I Love the Sound of Crashing Guitars»  | 4:49         |
| 5.                  | «Do You Wanna Go the Whole Way?»        | 4:11         |
| 6.                  | «The First Girl on the Moon»            | 3:11         |
| 7.                  | «Place Your Love»                       | 3:09         |
| 8.                  | «Lies»                                  | 3:41         |
| 9.                  | «I’m Sorry»                             | 3:10         |
| 10.                 | «Go to Sleep»                           | 3:58         |
| Общая длительность: | Общая длительность:                     | 38:20        |

## Участники записи
- Пер Гессле — вокал, электро- и акустическая гитара, гармоника
- Мари Фредрикссон — вокал
- Пелле Альсинг — ударные и перкуссия
- Вики Бенкерт[англ.] — бэк-вокал
- Андерс Херрлин — бас-гитара, сведение и программирование
- Матс Холмквист — дирижёр, аранжировки струнной секции
- Юнас Исакссон — акустическая и электрогитары, мандолина
- Кристер Йанссон — ударные и перкуссия
- Йалле Лоренссон — гармоника
- Кларенс Эверман — клавишные, аранжировки струнной секции, программирование, продюсер и сведение
- Стаффан Эверман — бэк-вокал
- Йанне Олдеус — электрогитара
- Матс МП Перссон — электрогитара и мандолина, ударные и перкуссия
- Пер «Пелле» Сирен — акустическая и электрогитары, звукорежиссура и сведение
- Алар Суурна — ударные и перкуссия
- Николас «Ники» Валлин — ударные и перкуссия
- Stockholms Nya Kammarorkester (указано как SNYKO) — струнная секция
- Симфонический оркестр Шведского радио — секция деревянных духовых инструментов

## Синглы
- Sleeping in My Car (7 марта 1994)
  1. Sleeping in My Car (Single edit)
  2. The Look (MTV unplugged)
  3. Sleeping in My Car (The Stockholm Demo Version)
- Crash! Boom! Bang! (9 мая 1994)
  1. Crash! Boom! Bang! (Single edit)
  2. Joyride (MTV unplugged)
  3. Run to You (Demo)
- Fireworks (15 августа 1994)
  1. Fireworks (Single edit)
  2. Dangerous (MTV unplugged)
  3. Fireworks (Jesus Jones Remix)
  4. The Rain (Demo)
- Run to You (14 ноября 1994)
  1. Run to You
  2. Don’t Believe in Accidents (Demo)
  3. Almost Unreal (Demo)
  4. Crash! Boom! Bang! (Demo)
- Vulnerable (23 февраля 1995)
  1. Vulnerable (Single edit)
  2. The Sweet Hello, the Sad Goodbye
  3. Vulnerable (Demo)
  4. I’m Sorry (Demo)

## Crash! Boom! Bang! (30th Anniversary Edition)
6 декабря 2024 года вышло юбилейной издание альбома по случаю 30-летней годовщины выпуска оригинального издания. Юбилейный альбом был выпущен на компакт-дисках (двойной CD альбом) с 16-страничным буклетом, виниле (двойной LP альбом), а также в формате цифровой дистрибуции. Альбом получил официальное название Crash! Boom! Bang! (30th Anniversary Edition).
22 января 2025 года в цифровое издание альбома была добавлена re-mastered версия песни «Love Is All (Shine Your Light On Me)». Эта версия 2024 года, она немного короче edit version, которая вышла на 7" виниловом сингле «Run To You» в 1994 году. Альбомная версия продолжительностью 6:41, версия из 7" винилового сингла 4:33, версия 2024 года 4:15.
На первом диске записаны все композиции оригинального издания, в то время как на втором диске — демоверсии песен оригинального альбома, включая пять ранее не публиковавшихся демоверсий.
Треклист по примеру двойного CD альбома:
Диск А
1. Harleys & Indians (Riders in the Sky)
2. Crash! Boom! Bang!
3. Fireworks
4. Run To You
5. Sleeping In My Car
6. Vulnerable
7. The First Girl On The Moon
8. Place Your Love
9. I Love The Sound Of Crashing Guitars
10. What’s She Like?
11. Do You Wanna Go The Whole Way?
12. Lies
13. I’m Sorry
14. Love Is All (Shine Your Light On Me)
15. Go To Sleep
16. Almost Unreal
17. Crazy About You
18. See Me

Диск В
1. Harleys & Indians (T&A Demo Aug 10, 1993)
2. Crash! Boom! Bang! (T&A Demo May 6, 1993)
3. Fireworks (T&A Demo Jan 30, 1993)
4. Run To You (T&A Demo Dec 12, 1992)
5. Sleeping in My Car (Stockholm Demo Version 1993)
6. Vulnerable (T&A Demo Dec 28, 1990)
7. The First Girl On The Moon (T&A Demo Dec 20, 1992) — ранее не издавалась
8. Place Your Love (T&A Demo Nov 10, 1992)
9. I Love The Sound Of Crashing Guitars (T&A Demo Jun 27, 1993) — ранее не издавалась
10. What’s She Like? (T&A Demo Jan 29, 1992) — ранее не издавалась
11. Do You Wanna Go The Whole Way? (T&A Demo Mar 21, 1993)
12. Lies (T&A Demo May 14, 1993) — ранее не издавалась
13. I’m Sorry (T&A Demo Mar 18, 1993)
14. Love Is All (T&A Demo Dec 17, 1992)
15. She Doesn?t Live Here Anymore (T&A Demo Dec 16, 1992) — ранее не издавалась
16. Almost Unreal (Demo February '93)
17. Crazy About You (T&A Demo Jun 18, 1993)
18. Sweet Thing (T&A Demo Dec 16, 1993)
19. Always Breaking My Heart (T&A Demo Dec 27, 1992)
20. Before You Go To Sleep (T&A Demo Nov 23, 1992)
21. Blue Umbrella (B-side 'I Want You To Know' — T&A Demo, 15 June, 1993)
22. It Hurts (T&A Demo Mar 7, 1993)
23. Gone Gone Gone (T&A Demo Feb 25, 1993)

## Позиции в чартах и сертификации
| Хит-парад (1994)                           | Высшая позиция |
| ------------------------------------------ | -------------- |
| Австралия (ARIA)                           | 3              |
| Австрия (Ö3 Austria)                       | 3              |
| Аргентина (CAPIF)                          | 6              |
| Бельгия (Ultratop)                         | 5              |
| Великобритания (UK Albums Chart)           | 3              |
| Венгрия (MAHASZ)                           | 9              |
| Германия (Offizielle Top 100)              | 2              |
| Дания (Hitlisten)                          | 3              |
| Европейский союз (European Top 100 Albums) | 3              |
| Испания (Promúsicae)                       | 2              |
| Канада (The Record)                        | 13             |
| Нидерланды (Album Top 100)                 | 6              |
| Норвегия (VG-lista)                        | 6              |
| Португалия (AFP)                           | 3              |
| Финляндия (Suomen virallinen lista)        | 2              |
| Чили (AFP)                                 | 4              |
| Шотландия (Scottish Albums Chart)          | 4              |
| Швеция (Sverigetopplistan)                 | 1              |
| Швейцария (Schweizer Hitparade)            | 1              |
| Япония (Oricon)                            | 8              |

| Хит-парад (1994)     | Позиция |
| -------------------- | ------- |
| Великобритания (OCC) | 76      |

| Страна               | Статус     |
| -------------------- | ---------- |
| Австрия (IFPI)       | Платиновый |
| Великобритания (BPI) | Серебряный |
| Германия (BVMI)      | Платиновый |
| Европа (IFPI)        | Платиновый |
| Испания (PROMUSICAE) | Платиновый |
| Польша (ZPAV)        | Золотой    |
| Финляндия (IFPI)     | Платиновый |
| Швейцария (IFPI)     | Платиновый |
| Швеция (IFPI)        | Золотой    |